# Brno 6-timmars

Masaryk Circuit

Brno 6-timmars är en långdistanstävling för sportvagnar som körs på Masaryk Circuit i tjeckiska Brno.

## Historia
Den första stora internationella sportvagnstävlingen i Brno hölls 1988 som en deltävling i sportvagns-VM. I slutet av 1990-talet etablerade sig loppet som en deltävling i International Sports Racing Series.

## Vinnare
| År        | Förare                              | Bil                     | Distans        | Mästerskap                         |                |
| --------- | ----------------------------------- | ----------------------- | -------------- | ---------------------------------- | -------------- |
| 1988      | Jochen Mass Jean-Louis Schlesser    | Sauber-Mercedes C9/88   | 360 km         | Sportvagns-VM                      |                |
| 1989-1996 | Inga tävlingar                      | Inga tävlingar          | Inga tävlingar | Inga tävlingar                     | Inga tävlingar |
| 1997      | Arturo Merzario                     | Centenari M1-Alfa Romeo | 20 minuter     | International Sports Racing Series |                |
| 1998      | Emmanuel Collard Vincenzo Sospiri   | Ferrari 333 SP          | 2,5 timmar     | International Sports Racing Series |                |
| 1999      | Christophe Tinseau Jean-Marc Gounon | Lola B98/10 -Judd       | 2,5 timmar     | Sports Racing World Cup            |                |
| 2000      | David Terrien Christian Pescatori   | Ferrari 333 SP          | 2,5 timmar     | Sports Racing World Cup            |                |
| 2001      | John Nielsen Hiroki Katoh           | Dome S101-Judd          | 2,5 timmar     | FIA Sportscar Championship         |                |
| 2002      | Val Hillebrand Jan Lammers          | Dome S101-Judd          | 2,5 timmar     | FIA Sportscar Championship         |                |